# Rödersheim-Gronau
Rödersheim-Gronau település Németországban, Rajna-vidék-Pfalz tartományban. Lakosainak száma 2953 fő (2023. december 31.).

## Népesség
A település népességének változása:
| Lakosok száma | 2542 | 2947 | 2906 | 2925 | 2934 | 2953 |
|               | 1975 | 2017 | 2019 | 2021 | 2022 | 2023 |